# 探偵・神津恭介の殺人推理
『探偵・神津恭介の殺人推理』（たんてい・かみづきょうすけのさつじんすいり）は、1983年から1992年までテレビ朝日系「土曜ワイド劇場」で放送されたテレビドラマシリーズ。全11回。主演は近藤正臣。
1997年と2002年に「土曜ワイド劇場」で放送された『天才・神津恭介の殺人推理』は本シリーズのリメイクである。

## キャスト

### レギュラー
神津恭介
演 - 近藤正臣
東京大学理学部助教授。私立探偵。
神津信子
演 - 叶和貴子（第1作）、飯干恵子（第2作 - 第4作）、森口瑤子（第5作 - 第11作）
神津の妹。研三の恋人。
松下英一郎
演 - 橋本功（第1作）、原田大二郎（第2作）、蟹江敬三（第3作）、松山政路（第4作）、岸部シロー（第5作 - 第10作）
警視庁捜査一課長。階級は警部。研三の兄。
松下研三
演 - 大和田獏（第1作 - 第10作）、太川陽介（第11作）
ルポライター。神津の助手。

### ゲスト
第1作「高木彬光の刺青殺人事件」（1983年）
- ダンサー - カルーセル麻紀
- 野村常太郎（絹枝の兄・彫師） - 宮口二郎
- 最上竹造（最上工業 社長） - 田畑猛雄
- 秋田（刑事） - 高峰圭二
- 刑事 - 加瀬慎一
- 早川平四郎（入れ墨博士） - 仲谷昇
- 刑事 - 時田優
- 最上久（竹造の弟・最上工業 専務） - 志垣太郎
- 野村絹枝（クラブ「セルファ」雇われママ） - 高田美和
- 野村珠枝（絹枝の双子の妹） - 高田美和（二役）
- 太田あや子、児玉泰次、入江正夫、加島潤、土井一義、宮沢芳春、関保之、小森英明、城戸卓、篠原靖夫、久原まゆみ、今井克典、高山亜希子、俵一、可児健二、小幡剛士、今井佳代子、山口久美子、秋山百絵、梓葉子、佐多ちひろ、小高ミミ、河瀬みどり、栗田奈奈

第2作「影なき女」（1985年）
- 森島世津子（森島の後妻） - 金沢碧
- 森島有子（森島と先妻の娘） - 比企理恵
- 久原諒一（山崎宝石店 社長） - 袋正
- 山岸久美（デートクラブ「ベロナ」経営者） - ひし美ゆり子
- 森島信太郎（サラ金の社長） - 滝田裕介
- 浜田主計（森島の秘書） - 村井国夫
- 矢野文枝（レイコの姉・偽名「清村マキ」） - MIE
- 矢野レイコ（モデル・神津信子の友人） - MIE（二役）
- 石山雄大、吉田良全、秋山武史、城戸卓、野上祐二、成瀬正、三井大介、麻茶れい、村瀬礼子、藤由布子

第3作「魔笛に魅せられた女」（1985年）
- 柏木鶴子（良一の妹） - 田中こずえ
- 柏木重行（資産家・良一と鶴子の父） - 有馬昌彦
- フナキ（柏木家の運転手） - 趙方豪
- 柏木良一（盲目の作曲家） - 佐藤仁哉
- 原口シゲル（田中の助手） - 下塚誠
- 矢沢（サックス奏者・鶴子の愛人） - 堀光昭
- カヤマタミコ（重行の付き添い） - 吉行和子
- 警察に自首した男 - 時本和也
- 田中五郎（柏木家の顧問弁護士） - 内藤武敏
- 柏木雪代（良一の後妻） - 佳那晃子
- 宮口二郎、吉田良全、高峰圭二、増田再起、浅見小四郎、大石誠、安田功、岡本勇三、大門春樹

第4作「初夜に消えた花嫁」（1986年）
- 伊馬笙子（バレリーナ・10日前に藤本と再婚後に失踪） - 中島ゆたか
- 香川重雄（彫刻家） - 河原崎建三
- ユカ（ゲイボーイ） - 松原留美子
- リエ（庫之助の内縁の妻） - 泉じゅん
- 庫之助（笙子の元夫の叔父・喫茶店経営者） - 梅津栄
- 香川の母 - 東郷晴子
- アサクラカオル（藤本クリニック 婦長） - 金沢碧
- 藤本伸二（笙子の夫・藤本クリニック 医師） - 本田博太郎
- 矢崎琴子（笙子の妹・ピアニスト） - 白都真理
- 高峰圭二、星野晶子、瀬戸山功、近藤準、浅沼晋平、雪絵ゆき、吉田良全、人見ゆかり、中原潤、野上祐二、紀ノ川瞳、黒沢拓、武岡淳一、荒木せつ子、大門春樹、酒井郷博、醍醐桂子

第5作「血ぬられた薔薇」（1986年）
- 鶴田時夫（貿易会社社長・百合の婚約者） - 広岡瞬
- 加山恵美（小山内の恋人） - 比企理恵
- 小山内健（服飾デザイナー） - 五代高之
- 風間レイコ（鶴田の秘書・百合の高校時代からの友人） - 高橋彩夏
- 加山ミヤコ（静江の実娘、百合・恵美の義妹） - 河野美地子
- ミサ（加山家の家政婦） - 市川夏江
- 恵美の勤めていた神戸の店の支配人 - 時本和也
- 後藤信吉（バーテン・恵美の元同棲相手） - 成瀬正伍
- 警視庁刑事 - 伊藤哲哉
- 神戸中央警察署刑事 - 唐沢民賢
- 加山静江（加山の後妻） - 生田悦子
- 加山百合（恵美の姉） - 早乙女愛
- 大門伍朗、五十嵐美恵子、湊俊一、瀬戸山功、高峰圭二、野上祐二、武岡淳一、井上裕季子、林いち子、桑名通子、村山ひろし

第6作「私は殺される」（1987年）
- 漆田香子（漆田の妻・元女優） - 結城しのぶ
- 橋爪敏彦（テレビドラマ「黄昏の海」監督） - 大出俊
- 橘沙織（女優） - 可愛かずみ
- 今井（ひとみの兄） - 時本和也
- モーテルの従業員 - 星野晶子
- 司ひとみ（テレビドラマ「黄昏の海」主演女優） - 寺戸千恵美
- 水上晋（カメラマン） - 辻萬長
- 漆田道太郎（プロダクション社長） - 仲谷昇
- 高峰圭二、瀬戸山功、野上祐二、長島裕子、大川万裕子、人見ゆかり、林いちこ、加島潤、城戸卓、三宅慎介、桑名通子、青山美恵子、リチャードライト、アンディーデューク、アレックシス西畑、小椋常利、松本毅、都竹雅浩、城田政俊、鈴木陽二、酒田速人、山田修生、高津康

第7作「呪縛の家」（1987年）
- 卜部土岐子（舜作の三女・光カルチャーセンター 経理） - 大場久美子
- 木下昌子（祈祷師） - 蜷川有紀
- 菊川隆三郎（卜部家の主治医） - 宮崎達也
- 花井真弓（バー経営者） - 伊佐山ひろ子
- 卜部烈子（舜作の次女・光カルチャーセンター 理事兼アートフラワー講師） - 増田葉子
- 卜部澄子（舜作の長女・光カルチャーセンター 理事兼ダンス講師） - 八神康子
- 香取幸一（光カルチャーセンター 主事） - 高峰圭二
- 刑事 - 左右田一平
- 菊川医院の患者 - 吉田良全
- 卜部舜作（投機グループ「祐光会」会長） - 根上淳
- 野上祐二、松田重治、兼本新吾、佐藤弘、松原昇、林いち子、角田美和、小川弘、安西一義、出口博文、塚越はるみ

第8作「伊豆下田海岸に赤い殺意が走る」（1988年）
- 安田雅枝（アパレルメーカー「シン・イトウ」社長秘書） - 蜷川有紀
- 伊藤隆（伊藤と前妻の息子・東京大学 大学院生） - 新田純一
- 浜野まゆみ（笙子の娘・東京大学 学生） - 伊藤真美
- 伊藤シン（アパレルメーカー「シン・イトウ」社長） - 勝部演之
- カワハラ（アパレルメーカー「シン・イトウ」チーフデザイナー） - 堀光昭
- 吉本（伊藤の前妻の弟） - 高峰圭二
- 伊藤陽子（伊藤の後妻） - 三浦真弓
- 浜野笙子（弁護士） - 梶芽衣子
- 戸田薫、鶴田忍、坂口徹郎、吉田良全、野上祐二、羽生昭彦、堀井正人、渡辺竹三郎、伊吹めぐみ

第9作「こだま号遠隔マジック!?」（1990年）
- 京野百合子（水谷の秘書） - 沖直美
- 沢木ミドリ（ファッションモデル・水谷の愛人） - 岡安由美子
- 佐藤幹夫（福徳病院 医師） - 寺泉憲
- 水谷良平（会社社長） - 中尾彬
- 中山譲二（関東マジッククラブ 主宰） - 笹野高史
- 松平実彦（政界のフィクサー・滋子と佳子の父） - 加藤和夫
- 松平佳子（滋子の妹） - 栗原景子
- 中山まゆみ（中山の妻） - 松井紀美江
- 刑事 - 高峰圭二
- 水谷滋子（水谷の妻） - 早川絵美
- 弁護士 - 加島潤
- 太田直人、奥久俊樹、三宅慎介、貴柴市子、井上正彦、関口和孝、佐藤一也、ほかり千代子、土井みゆき、広田ミキ

第10作「白魔の歌」（1990年）
- 南条安奈（トラベルピジョンズ 秘書課長） - 原日出子
- 鳩村玄太郎（トラベルピジョンズ 社長） - 佐藤仁哉
- 桐山芳夫（トラベルピジョンズ パラオ支店長・タキコの弟） - 草川祐馬
- 薫（神津信子の短大時代の友人） - 露木由美
- 鳩村綾子（トラベルピジョンズ 専務・玄太郎の妹） - 阿曽靖子
- 鳩村俊之輔（トラベルピジョンズ 会長・玄太郎の父） - 田中明夫
- 高浜美代（レストラン経営者） - 島かおり
- 伊藤幸子、知花真二、太田成美、樋口通、村田幸三朗、佐々木進、ネジャットツァニーノ、レスターレケメシック、エフラムベシリウス、ダリアギルケラウル、デザリートーマス、マーギーダルトン、ダニロサモンタニス、ダウスメンロィ、デメイオバクラィルール

第11作「密室から消えた美女」（1992年）
- 清水香織（東洋新聞 記者・社長令嬢） - 設楽りさ子
- 山下誠一（東洋新聞社会部 記者） - 山下規介
- 加納浩子（松下研三の顔見知り） - 小牧彩里
- 原島陽子（銀行員・福島の婚約者） - 斉藤林子
- 田沢（警視庁新宿南警察署 警部） - 高峰圭二
- 三崎哲也（キャバレートップレス 支配人） - 堀光昭
- 桑畑次郎（ブティックオーナー） - 大河内浩
- 東郷浩二 - 宮口二郎
- 北島春佳（女子大生・自殺） - 夏目純子
- 福島康夫（銀行員） - 奥久俊樹
- 城山健治（福島の学生時代からの遊び仲間） - 上田日出春
- 東洋新聞 部長 - 加島潤
- 北島義男（春佳の父） - 三上真一郎
- 飯野真由美、津波古充二、宮本充、加倉井えり、三浦さとし、山岡弘征、奥村寛司、吉川理恵子、呉めぐみ、田村美景、玉城善広、田村元治、伊庭千恵子、西村美登里

## スタッフ
- 原作 - 高木彬光
- 脚本 - ジェームス三木（第1作）、下飯坂菊馬（第2作 - 第6作・第8作 - 第10作）、吉田剛（第7作）、岡田正代（第11作）
- 音楽 - 羽田健太郎（第1作）、津島利章（第2作 - 第11作）
- 監督 - 貞永方久、野田幸男、永野靖忠
- 企画協力 - 角川春樹事務所
- プロデューサー - 稲垣健司（テレビ朝日）、塙淳一（テレビ朝日）、杉崎保（テレビ朝日）、白崎英介（テレビ朝日）、大井泰宏（テレビ朝日）、佐藤凉一（テレビ朝日）、浅香真哉（テレビ朝日）、佐々木孟（松竹）
- 制作 - テレビ朝日、松竹

## 放送日程
| 話数 | 放送日        | サブタイトル                 | 原作                   | 脚本           | 監督     | 視聴率 |
| ---- | ------------- | ---------------------------- | ---------------------- | -------------- | -------- | ------ |
| 1    | 1983年9月24日 | 高木彬光の刺青殺人事件       | 『刺青殺人事件』       | ジェームス三木 | 貞永方久 | 18.9%  |
| 2    | 1985年2月02日 | 影なき女                     | 『影なき女』           | 下飯坂菊馬     | 野田幸男 | 22.7%  |
| 3    | 9月07日       | 魔笛に魅せられた女           | 『魔笛』               | 下飯坂菊馬     | 野田幸男 | 25.3%  |
| 4    | 1986年3月01日 | 初夜に消えた花嫁             | 『ヴィナスの棺』       | 下飯坂菊馬     | 永野靖忠 | 17.5%  |
| 5    | 8月23日       | 血ぬられた薔薇               | 『血ぬられた薔薇』     | 下飯坂菊馬     | 永野靖忠 | 19.2%  |
| 6    | 1987年9月26日 | 私は殺される                 | 『私は殺される』       | 下飯坂菊馬     | 野田幸男 | 19.2%  |
| 7    | 12月26日      | 呪縛の家                     | 『呪縛の家』           | 吉田剛         | 貞永方久 | 19.2%  |
| 8    | 1988年8月13日 | 伊豆下田海岸に赤い殺意が走る | 『悪魔の嘲笑』         | 下飯坂菊馬     | 野田幸男 | 17.0%  |
| 9    | 1990年5月26日 | こだま号遠隔マジック!?       | 『人形はなぜ殺される』 | 下飯坂菊馬     | 野田幸男 | 21.0%  |
| 10   | 9月29日       | 白魔の歌                     | 『白魔の歌』           | 下飯坂菊馬     | 永野靖忠 | 16.1%  |
| 11   | 1992年9月05日 | 密室から消えた美女           | 『神津恭介への挑戦』   | 岡田正代       | 野田幸男 | 17.0%  |

- 視聴率はビデオリサーチ調べ、関東地区・世帯